# كاميل غرابارا
كاميل غرابارا (مواليد 8 يناير 1999) هو لاعب كرة قدم بولندي يلعب كحارس مرمى في نادي ليفربول.

## روابط خارجية
- كاميل غرابارا على موقع الاتحاد الأوربي (الإنجليزية)
- كاميل غرابارا على موقع قاعدة بيانات كرة القدم.إي يو (الإنجليزية)
- كاميل غرابارا على موقع ناشيونال فوتبول تيمز (الإنجليزية)
- كاميل غرابارا على موقع Soccerway.com (الإنجليزية)
- كاميل غرابارا على موقع عالم كرة القدم.نت (الإنجليزية)